# Воложин
Воложин (біл. Валожын) — місто в Білорусі, адміністративний центр Воложинського району Мінської області. Розташоване за 75 км на північний захід від Мінська.

## Історія
З рукописних джерел відомий з XIV століття. Як приватновласницьке поселення належав Монивидам, Гаштольдам, Слушкам, Радзивіллам, Чорторийським, Тишкевичам.
Наприкінці XVII століття у Воложині був заснований Бернардинський монастир з духовною школою (1681). На початку XIX століття будується комплекс палацових корпусів Тишкевичів з парком, костел з брамою-дзвіниця, синагога, стародавня церква (1866), торгові ряди та ін.
Місто було відоме єшивою, яка існувала до 1897 року. Вона стала прототипом більшості литовських єшив світу.

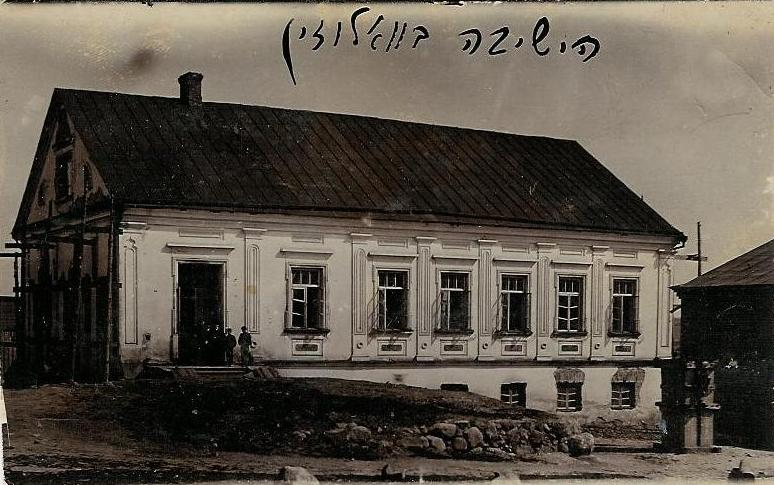
Воложинська єшива

Місто сильно постраждало під час Першої світової війни, позаяк тут у 1915–1918 роках проходила лінія фронту.

## Забудова
Планування Воложину у його центральній частині відрізняється регулярністю. Головна вулиця — нині Радянська — збігається з трасою дороги, яка веде з Мінська в Гродно і Вільнюс і розрізає місто на дві частини. Прямокутна система планування утворюється дублюючим, паралельними (вулиці Радянська, Партизанська та інші) і поперечними (вулиці Кірова, Некрасова та інші) напрямками. Така планувальна організація типова для невеликих поселень, які організовувалися в XIX столітті відповідно до найпростіших геометричних схем.
В даний час від історичної забудови міста зберігся повний фрагмент південної сторони площі Свободи, що включає в себе палацові будівлі Тишкевичів, костел, браму-дзвіницю, окремі житлові будинки (№ 13), залишки парку. 